# Dardanus aspersus
Dardanus aspersus is een tienpotigensoort uit de familie van de Diogenidae. De wetenschappelijke naam van de soort is voor het eerst geldig gepubliceerd in 1846 door Berthold.